# Portland (Maine)
Portland az Egyesült Államok Maine államának legnagyobb városa és Cumberland megye székhelye. Portland lakossága 68 408 fő volt 2020 áprilisában. A Greater Portland nagyvárosi terület több mint félmillió embernek ad otthont, ez az Egyesült Államok 105. legnagyobb nagyvárosa. Portland gazdasága leginkább a szolgáltatási szektorra és a turizmusra támaszkodik. Az Old Port negyed éjszakai életéről és 19. századi építészetéről ismert. A tengeri ipar továbbra is fontos szerepet játszik a város gazdaságában, aktív vízpartjával, amely támogatja a halászatot és a kereskedelmi hajózást. Portland kikötője Új-Anglia második legnagyobb űrtartalmú tengeri kikötője.
A város pecsétje egy főnixet ábrázol hamuból, ami négy pusztító tűzből való felépülésre utal. Portland nevét a dorset-i Portland angol szigetéről kapta. Az oregoni Portland városát viszont a Maine állambeli Portlandről nevezték el. A Portland szó az óangol Portlanda szóból származik, ami azt jelenti, hogy "a kikötőt körülvevő föld". A Greater Portland területe a kreatív gazdaság fontos központjává nőtte ki magát, ami egyben dzsentrifikációt is eredményez.

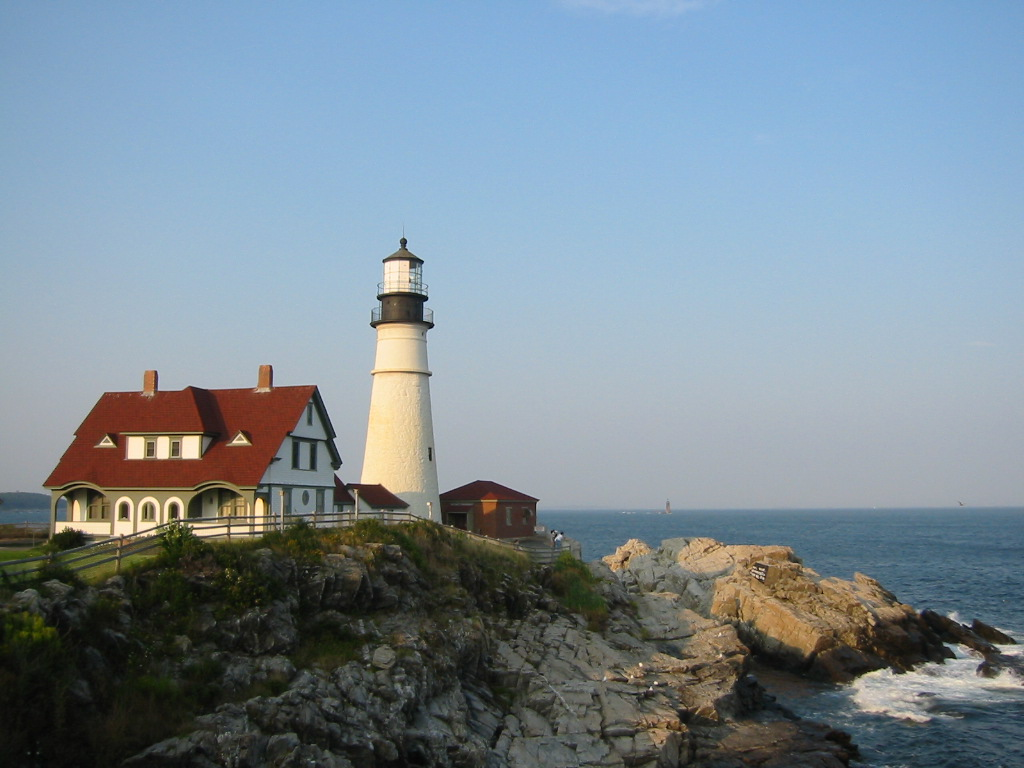
Portland Head Light
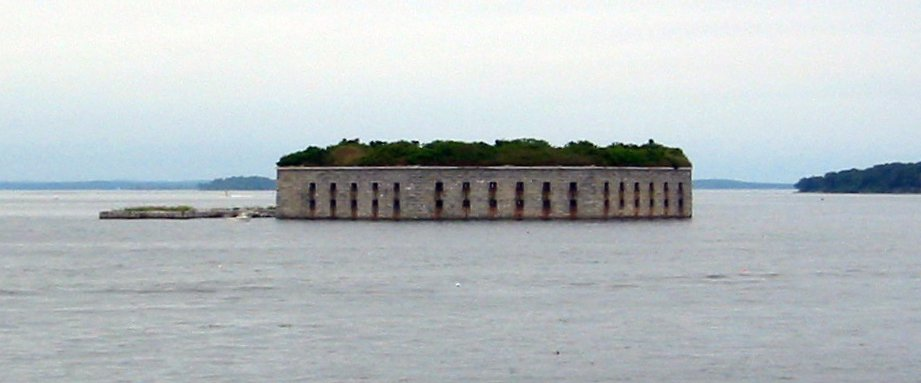
Fort Georges vor Portland
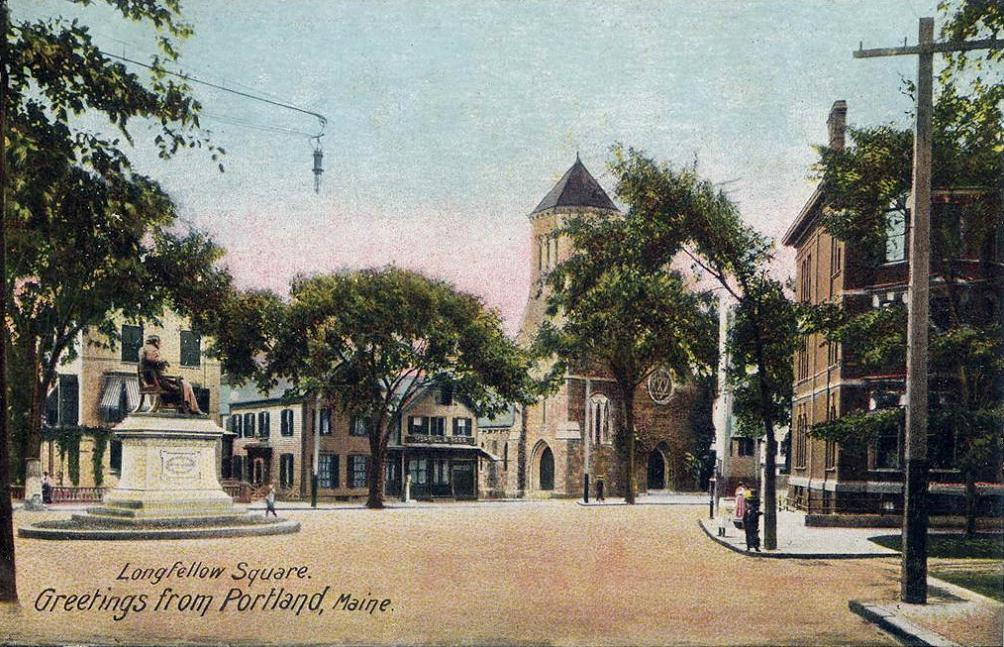
Longfellow Square 1906
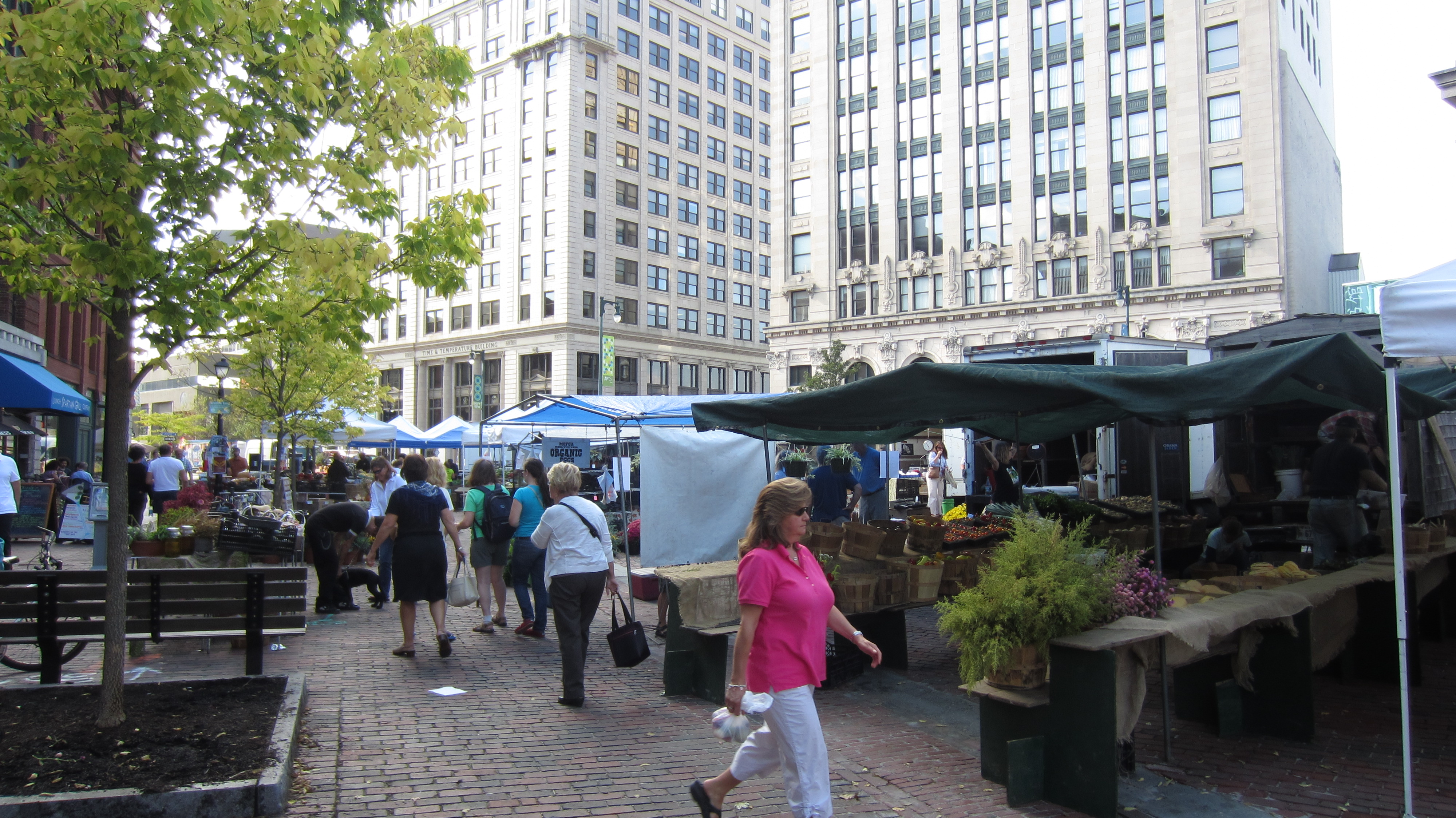
Farmers Market am Monument Square

## Híres portlandiak
- Henry Wadsworth Longfellow (1807–1882), költő, egyetemi tanár
- Stephen King (* 1947), író
- Anna Kendrick (* 1985), színésznő
- Joshua Lawrence Chamberlain (1828–1914), főiskolai professzor, tiszt
- Joel Hastings Metcalf (1866–1925), csillagász

## Népesség
A település népességének változása:
| Lakosok száma | 66 194 | 66 937 | 68 408 |
|               | 2010   | 2016   | 2020   |